# Sherlock (televíziós sorozat)
A Sherlock 2010 és 2017 között vetített Arthur Conan Doyle Sherlock Holmes-detektívtörténetein alapuló brit televíziós sorozat. Alkotói a Ki vagy, doki? íróiként már korábban ismertté vált Steven Moffat és Mark Gatiss, főszereplői Benedict Cumberbatch (Sherlock Holmes) és Martin Freeman (John H. Watson). A sorozatból négy évad és tizenhárom epizód készült, az első, 60 perces, 2009-es, nem sugárzott próbaepizódot három kilencvenperces rész követte a BBC One-on és a BBC HD-n 2010. július 25-e és 2010. augusztus 8-a között, amely a sorozat első évada lett. A második, szintén háromrészes évad 2012. január 1-e és 2012. január 15-e között került képernyőkre, míg a harmadik, ugyancsak háromrészes évad, 2014. január 1-e és 2014. január 12-e között került bemutatásra. 2016. január 1-én egy speciális epizódot mutattak be a klasszikus történetek stílusában, 2017. január 1-e és 2017. január 15-e között pedig bemutatták a szintén három epizódot tartalmazó negyedik évadot. 
A sorozatot a Hartswood Films gyártja a BBC számára együttműködésben a WGBH Bostonnal, mely a Masterpiece című antológiasorozatban jelenteti meg az amerikai PBS csatornán. A forgatás számos helyszínen zajlik (például London, Merthyr Tydfil, Swansea, Dartmoor és Cardiff). A sorozat modern környezetben gondolja újra Doyle klasszikus történeteit: Sherlock és Dr. Watson a 21. századi Londonban élnek és nyomozásaikhoz mobiltelefont, laptopot, internetet, GPS-t is használnak, ám e korszerűsített kellékek ellenére is megmarad az eredeti történetek hangulata, stílusa és logikája. Moffat és Gatiss, mint ötletgazdák, évadonként egy-egy epizódot írnak meg, a fennmaradó harmadikat pedig Stephen Thompson.
Sherlock Holmes, aki önmagát "tanácsadó nyomozónak" titulálja, kreálva ezzel egy új kategóriát, a londoni rendőrség munkáját segíti, köztük is különösen Greg Lestrade felügyelőt, s együtt oldanak meg rejtélyes eseteket. Holmes állandó segítőtársa Dr. John Watson, a lakótársa, aki Afganisztánban szolgált katonaorvosként. Bár a sorozatban számtalan gonosz és bűnöző felbukkan, Sherlock Holmes harca ősellenségével, Jim Moriartyval egy visszatérő momentum. További visszatérő karakter még a patológus Molly Hooper, Sherlock bátyja, Mycroft Holmes, valamint Mrs. Hudson, a Baker Street 221B főbérlője.
A Sherlockot a kritika pozitívan fogadta, az első évada 2011-es BAFTA-gálán elnyerte a legjobb drámasorozatért kijáró díjat , 2012-ben pedig 13 jelölést kapott Emmy-díjra. 2014-ben 5 Emmy-díjat nyert "Az utolsó alakítás" című epizódja. A sorozat megjelent DVD-n, blu-ray-en és kiadták a filmzenei albumokat is Nagy-Britanniában. Sherlock: The Network címen a sorozatnak önálló mobilalkalmazása is van.
Magyarországon az AXN sugározta az első évadot 2011 októberében, a második évad premierje (az első évad júliusi ismétlése után) azonban az M1-en volt 2012 augusztusában. A harmadik évad premierje 2014. március 29-én volt, ugyancsak az AXN-en, és "A szörnyű menyasszony" is itt került adásba 2016. szeptember 5-én. A negyedik évadot 2017. április 10-én mutatta be, ugyancsak az AXN.

## Gyártás

### Keletkezése
A sorozat Steven Moffat és Mark Gatiss együttműködéséből jött létre. Mindkettejüknek volt már tapasztalata a viktoriánus irodalom televízió-képernyőre adaptálásából, hisz Moffat 2007-ben a Dr. Jekyll és Mr. Hyde különös esete című regény alapján készítette Jekyll című sorozatát, míg Gatiss írta a Ki vagy, Doki? dickensi ihletésű „Testrablók” epizódját. Moffat és Gatiss – akik mindketten a Ki vagy, Doki? írói – először egy Cardiffba, a sorozat forgatására tartó vonatúton beszéltek a Holmes-történetek feldolgozásáról. Mindkét író Sherlock Holmes-rajongó, Gatiss így nyilatkozott: „akárhányszor olyanokkal találkozom, akik még nem olvasták őket, mindig arra gondolok, milyen jól fognak majd szórakozni.” A ’barátság’ témakör mind Gatissnak mind Moffatnak tetszett. Mikor az írók Monte-Carlóban voltak egy díjátadó ünnepségen, Moffat producer felesége, Sue Vertue rávette őket, hogy kezdjenek el dolgozni a történetek modern korba helyezésén, mielőtt másnak is eszébe jut.

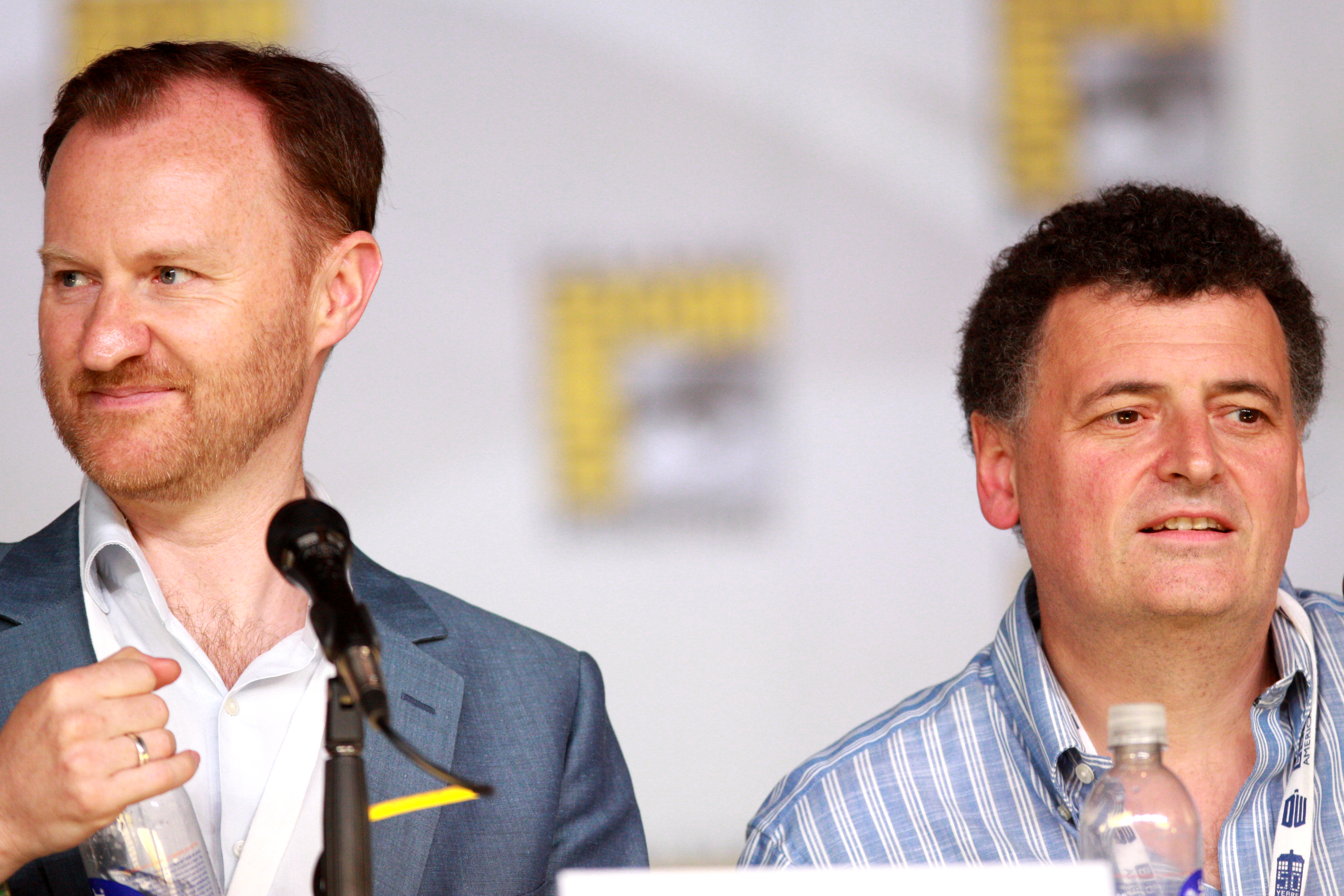
Mark Gatiss és Steven Moffat, a sorozat alkotói a 2013-as San Diegoi Comic Con-on

Gatiss többször kritizálta az újabb kori Holmes-adaptációkat, mint amelyek túl avíttak és túl lassúak, s amelyek túlságosan is a Basil Rathbone főszereplésével készült, 1930-1940-es évekbeli filmeket akarták utánozni. Maga Sherlock Holmes azonban az alkotók véleménye alapján is egy olyan figura, aki a jelenkorba helyezve is megállná a helyét, s azokat a technikai újdonságokat használná nyomozása során, amelyeket a kor kínál számára - hasonlóan viktoriánus elődjéhez. Az újítások során számos klasszikus elemet meghagytak, például a Baker Street 221B alatti lakást, vagy Moriartyt. Az eredeti történetek csupán kiindulópontként szolgáltak az alkotók számára, hiszen az új környezetbe nem lehetne maradéktalanul beleilleszteni minden apró kis részletet, azonban ez a lehető legnagyobb teljességgel történt. Például Dr. Watson az eredeti történeteben a második angol-afgán háborúban szolgált, ahogy a moderni kori pedig Afganisztánban.
A Sherlockot a 2008-as edinburghi nemzetközi televíziós fesztiválon mutatták be azzal, hogy 2009 őszén került bemutatásra a 60 perces pilot epizód, sikere esetén pedig további öt epizódból álló első évadot készítettek volna el. Azonban a pilot epizód (mely a The Guardian cikke szerint kb. 800 000 fontból készült el), az előzetes vélekedések szerint nem sikerült túl jól, és biztos bukást jelentett volna. Így a BBC elrendelte a pilot epizód újraforgatását, azt 90 percesre bővítve, és az 5 helyett már csak 2 újabb, de hasonló hosszúságú részt rendelve hozzá. A soha le nem vetített pilot epizód (mely nagy vonalakban megegyezik az első epizóddal) a brit DVD-kiadás bónusztartalma lett. Az újraforgatás során a sorozat hangulata, tempója, valamint apróbb részletei is megváltoztak, ám ez azt eredményezte, hogy egy évet csúszott, s végül csak 2010-ben mutatták be.

### Szereposztás
Moffat és Vertue a főszerepre Benedict Cumberbatch-t akkor nézték ki, miután látták őt a 2007-es "Vágy és vezeklés" című drámában. Miután elolvastatták vele a forgatókönyvet, azonnal le is szerződtették. Cumberbatch a "The Guardian" szerint "nagyszerűen játssza a furcsa zseni szerepét, az általa alakított Holmes hűvös technikai zseni, enyhe Aspergerrel. Cumberbatch szerint "nagy kihívás eljátszani a szerepet, mert a szavak kimondása és a gondolatok cikázása közti sebességkülönbség lenyűgözően gyorssá teszi a karaktert. Mindig egy lépéssel előrébb jár, mint a nézőközönség, vagy bárki más, átlagos gondolkodásmóddal. Így elég nehéz megtippelni, mire készül a következő pillanatban."

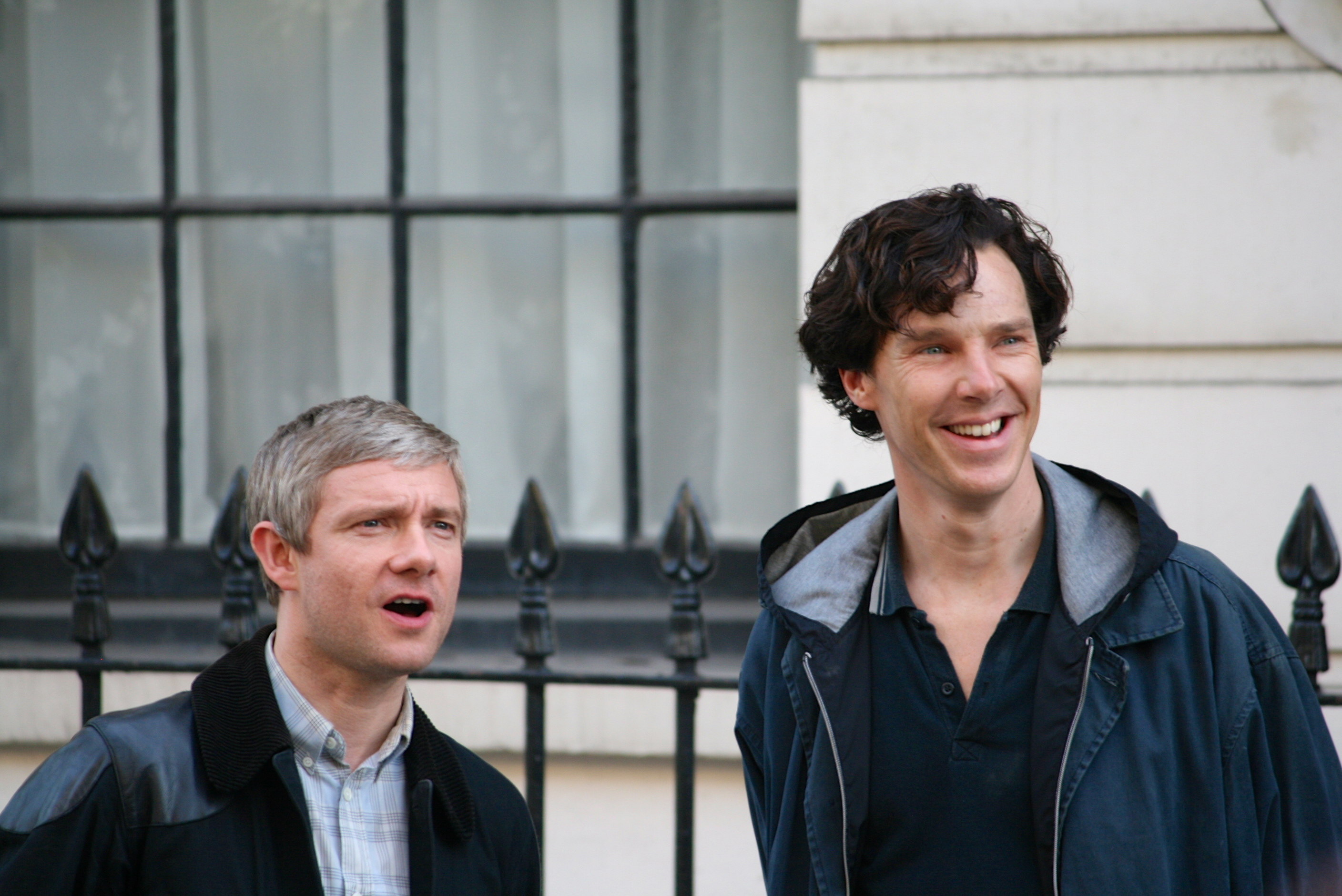
Martin Freeman és Benedict Cumberbatch a forgatás szünetében, 2013-ban

Piers Wenger, a BBC Wales drámaigazgatója szerint Sherlock ebben a sorozatban "egy modernkori szuperhős, egy arrogáns géniusz, akit annak a vágya hajt, hogy okosabbnak bizonyuljon, mint az elkövetők vagy a rendőrség - vagy úgy általában mindenki." Mivel egyes szokások társadalmi megítélése megváltozott, és a televíziós sugárzás során bemutatható képsorok is korlátozták az alkotókat, Holmes ebben a történetben lecserélte a pipát nikotintapaszokra, és a droghasználatra is csak nagy vonalakban utalnak, mint rendkívül elítélendő, káros szenvedély. Sherlock nem beszél minden tekintetben úgy, mint egy modern kori ember, de hangneméből hiányzik a fellengzősség és az avíttság. A második évadban azonban sok tekintetben "viktoriánus" lett a karakter, és inkább a kioktató stílus felé mutat a jelleme.
Mark Gatiss szerint az igazán nagy kihívás az volt, kit válasszanak John Watson szerepére. Sue Vertue elmondta, hogy "Benedict volt az egyetlen ember, akit el tudtak képzelni Sherlock szerepében, és olyan Watsont kellett választani mellé, aki amint belép a helyiségbe, egyből kialakít köztük valami különleges kapcsot, és látszik, hogy jól tudnak együtt dolgozni". Több színészt is meghallgattak, végül Martin Freeman kapta a szerepet. Steven Moffat szerint az első jelöltjük Matt Smith volt, de vele nem működött a dolog. Azért utasították el, mert az általa megformált karakter túl "ütődött" volt, és Watson szerepében egy kicsit "értelmesebb" alakítást képzeltek el. Matt Smith azonban nem maradt szerep nélkül: a tizenegyedik doktort játszhatta el a Ki vagy, doki? című sorozatban.
Az írók szerint Freeman kiválasztása hasonló vezérelv szerint történt, mint Cumberbatché Holmes szerepére. Az alkotók fontosnak találták a két karakter közti barátság kiemelését. Gatiss szerint jól el kellett találni a karakter jellemét, mert "Watson nem egy idióta, noha Conan Doyle igyekezte így láttatni. De egy idióta csak idiótákkal venné körbe magát". Moffat szerint Freeman nagyjából mindenben az ellentéte Cumberbatchnek, kivéve talán a tehetségét. Freeman a saját karakterét úgy írja le, mint Sherlock "morális iránytűjét", mert a főhős gyakran hajlamos semmibe venni a morális és etikai megfontolásokat.

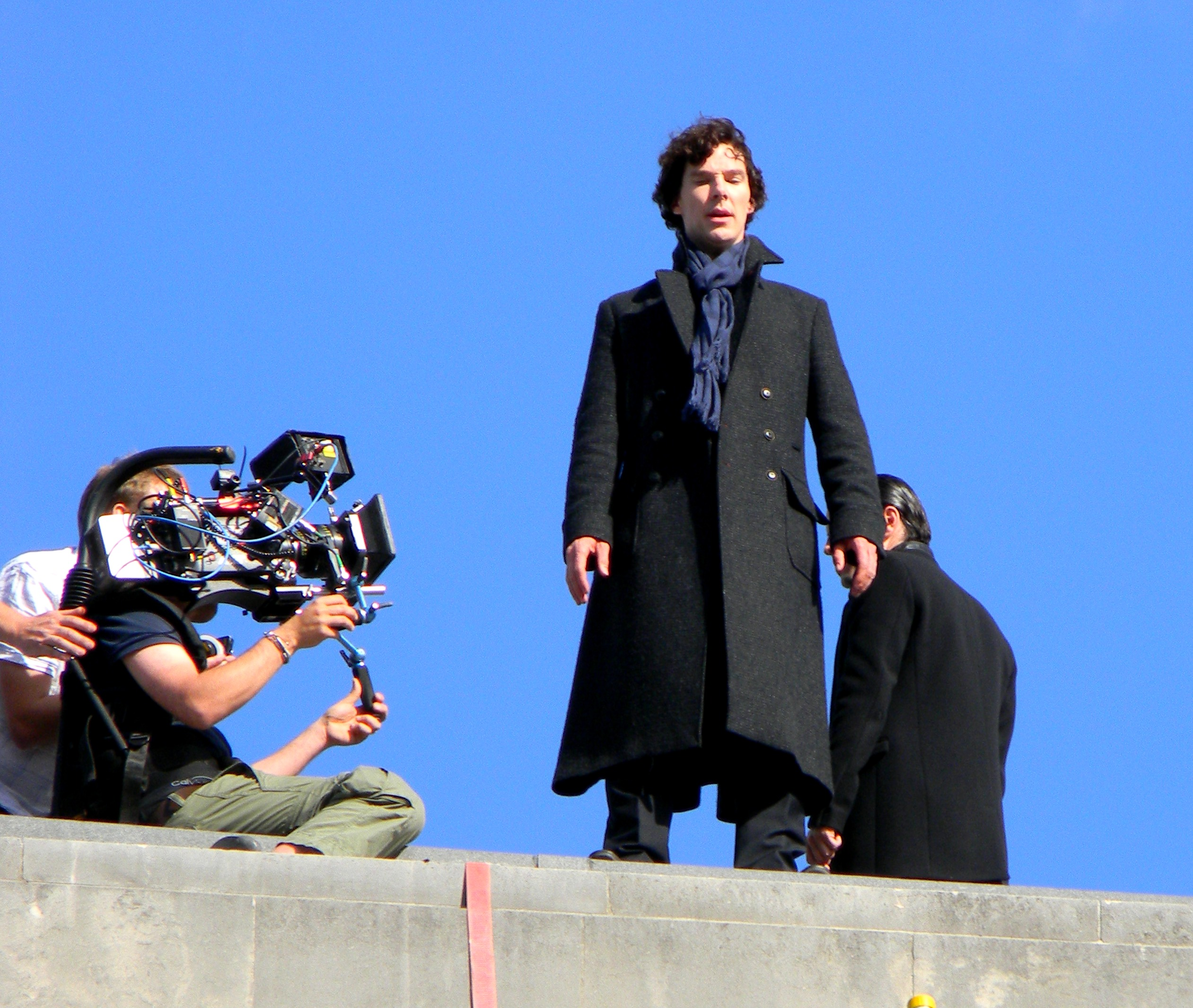
A Reichenbach-vízesés (The Reichenbach Fall) zárójelenetének forgatása 2011 júliusában

Greg Lestrade szerepére Rupert Graves-t válogatták be. Ebben a történetben Lestrade nem egyszerű nyomozó, hanem valamivel feljebb áll a rendőrségi ranglétrán, megfeleltetve ezzel a modern kori elvárásoknak. Moffat és Gatiss tudták, hogy Lestrade nem bukkan fel túl sokszor a történetekben, ráadásul szerepe sem egységes. Az alkotók így azt a karaktertípust választották, amely "A hat Napóleon" című történetben is megjelenik: egy férfi, akit frusztrál Holmes, de ugyanakkor tiszteli is őt, és Holmes is a legjobb nyomozónak tartja a Scotland Yard-on. Néhány lehetséges jelölt a szerepre a komikus oldalán próbálta megragadni a karaktert, de Graves volt az, aki megtalálta a szükséges egyensúlyt. Visszatérő momentum, hogy Sherlock sosem emlékszik pontosan a keresztnevére (Greg), megfigyelőképessége ellenére.
Andrew Scott, mint Jim Moriarty először az első évad záróepizódjában jelent meg. Moffat szerint "már kezdetektől tudtuk, milyen szereplő lesz Moriarty. Unott, de elegáns főgonosz, aki félelmetes is tud lenni. Ezért olyasvalakit kerestünk, aki jól tudja játszani a pszichopatát". Eredetileg nem akarták ebben az első három epizódban ütköztetni Sherlockot és Moriartyt, de végül kiderült, hogy ez elkerülhetetlen. Ezért aztán létrehozták "A végső rejtély" csúcsjelenetének egy speciális változatát, csak a karakterek kedvéért.
A mellékszerepekben felbukkan még Una Stubbs mint Mrs. Hudson, és a sorozat egyik alkotója, Mark Gatiss mint Mycroft Holmes. Vinette Robinson, Jonathan Aris és Louise Brealey visszatérő szerepekben alakítják Sally Donovant, Andersont, valamint Molly Hoopert. A harmadik évadban Martin Freeman felesége, Amanda Abbington alakította Mary Morstant, Watson feleségét. Wanda Ventham és Timothy Carlton pedig, akik Cumberbatch szülei a valóságban, a Holmes-testvérek szüleit játszották az egyik részben.

### Forgatás
A sorozatot a Hartswood Films készíti, a BBC pedig finanszírozza, a PBS-szel együtt, mely az Egyesült Államok műsorszolgáltatóinak szövetsége. A pilot epizódot Steven Moffat írta és Coky Giedroyc rendezte 2009-ben, az első évad három részét pedig Paul McGuigan és Euros Lyn. Az epizódokat a vetítéshez képest fordított sorrendben forgatták le. Az első két évad az Upper Boat Studios-nál készült, ahol a "Ki vagy, doki?" is. Ez Cardiffban található, amely legtöbbször alkalmas volt London ábrázolására, ám egyes esetekben muszáj volt londoni felvételeket készíteni. A filmbéli Baker Street 221B a valóságban a North Gower Street 187 – erre azért volt szükség, mert az igazi helyszín túlságosan forgalmas helyen fekszik és tele van Sherlock Holmes-ra történő utalásokkal a környék.
Cumberbatch kabátja egy 1000 fontos Belstaff kabát, amely a karakter esszenciális eleméhez tartozik - amellett hasonló külsőt kölcsönöz neki, mint a regények karakterének.
A sorozat a látszattal ellentétben nem feltétlenül törekedett a mindenáron történő modernizálásra. Olyan apróságokban látszódik ez, mint a lakásajtón lévő 221B (amelyet ma már ebben a formában így nem tennének ki, csak a fő házszámot, és minden lakáshoz külön kaputelefon lenne), valamint az a tény, hogy a szereplők a keresztnevükön hívják egymást, és nem a vezetéknevükön, mint eredetileg. A kezdeti epizódokban nagy sikert aratott, így később is visszatért az SMS-ek illetve Sherlock gondolatainak képernyőre való kiírása.
A siker ellenére a sorozat leforgatása nem egyszerű dolog. A második évad készítésekor a főszereplők A hobbit - Váratlan utazás című filmen dolgoztak, ezért Gatiss-ék a "Ki vagy, doki?" epizódjait rendezték és közben keresték a feldolgozható történeteket. A helyzet azóta sem változott: a színészek elfoglaltsága a legnagyobb ellensége a forgatásnak, így az csak nagyon lassan készül. Bár Moffat és Gatiss elismerték, hogy már az ötödik évad cselekményeit is megírták, 2017 januárjában úgy nyilatkoztak, nem biztos, hogy leforgatják. Mindenesetre Benedict Cumberbatch már aláírt az ötödik évadra is.

### Zene
David Arnold és Michael Price szerezték a főcímdalt és az átvezető zenéket.

## Szereplők

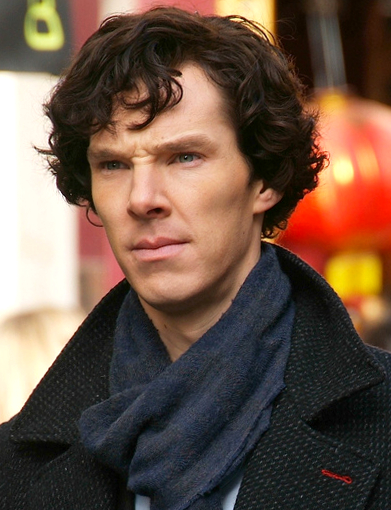
Benedict Cumberbatch - Sherlock Holmes

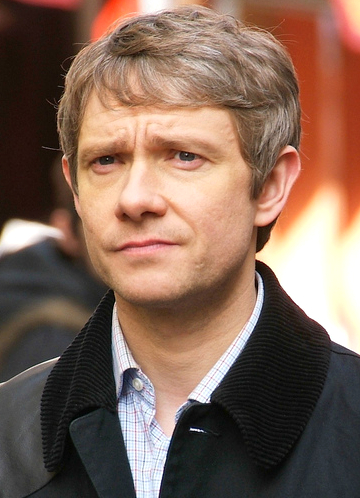
Martin Freeman - John Watson

### A főszereplők

#### Sherlock Holmes
William Sherlock Scott Holmes (Benedict Cumberbatch, magyar hangja Simon Kornél) egy magas, vékony férfi, sötét, göndör hajjal. Hasonlóan az eredeti karakterhez, Holmes képes arra, hogy az apró részletek megfigyeléséből logikus következtetéseket vonjon le. Önmagát mint a világ első és egyetlen "tanácsadó nyomozóját" írja le, aki a Scotland Yard segítségére siet számtalan alkalommal, ha azok téves nyomon kezdenek elindulni, vagy éppen elakadnak. A rendőrség tehetetlensége és lassúsága néha frusztrációval tölti el őt, de a rendőrök egy része is flúgosnak és kissé furának tartja őt. Önmagát mint "zseniális szociopatát" írja le. Sherlock általában többet törődik a bűnüggyel, mint az áldozatokkal, de általában véve is érzéketlennek tűnik embertársaival szemben, noha ez nem fedi teljesen a valóságot. Remek fizikai adottságai vannak, ismeri a harcművészeteket, emellett a fegyverek kezelése terén is jártas. Sherlock Holmes aszexuális karakter, akinek egyetlen szerelme van: a munkája. A patológus Molly Hooper hiába próbál meg hozzá közeledni, sosem adja jelét romantikus érzéseknek, noha a lány iránta táplált érzelmeit olykor kihasználja a nyomozás során. Egyetlen nő iránt tanúsított érzelmeket, de az is inkább egyfajta tisztelet volt, és az Irene Adler. London minden egyes utcáját jól ismeri, emellett graffitiseket és hajléktalanokat használ "szemeinek és füleinek". Sherlock dohányos, azonban ezen szenvedélyének nem hódolhat, ezért rendszeresen nikotintapaszokat használ. Néha a hegedűjén is szokott játszani. Ha nem jut érdekes esethez, akkor egy idő után furcsa pótcselekvések lesznek úrrá rajta.

#### Dr. John Watson
John Hamish Watson (Martin Freeman, magyar hangja Görög László) a történet kezdetekor 37 éves, Sherlock egykori lakótársa. Személyiségben és megjelenésben Sherlock ellentéteként bukkan fel. John alacsony, szőke hajú úriember, aki kedves és törődik embertársaival. A rendőrséggel ő is jó viszonyt ápol. Amikor együtt laktak, közös lakásuk fenntartása általában véve az ő feladata volt, s ehhez részmunkaidőben állást is vállalt. Korábban századosi rangban szolgált a hadseregben mint katonaorvos, s Afganisztánban volt kiküldetésen, ennek köszönhetően a fegyverekkel is jól bánik. A seregben azonban lövést kapott a bal vállába, a jobb lábára pedig pszichoszomatikus okoknál fogva sántított, s csak bottal tudott közlekedni - keze pedig remegett. Később azonban kiderül, hogy nem a háborús körülmények, hanem éppen azok hiánya váltotta ki nála a tüneteket, s azok, amint munkába áll Sherlock Holmes mellett, varázsütésre eltűnnek. John bátor és hűséges társ, aki a morális és etikai szempontokat is mindig szem előtt tartja. A legtöbbször ő az, aki közvetít Sherlock és a hétköznapi emberek között, tekintettel Sherlock antiszociális viselkedésére. Bár többször próbált meg randevúzni nőkkel, rendszerint kikosarazták őt. Végül a harmadik évadban nősült meg, amikor elvette Mary Morstant, egy korábbi titkosügynököt, akinek múltjában számtalan titok van. Watson a harmadik évadban egy rövid időre még bajuszt is növesztett. Sherlock és közte a szoros barátság miatt a külvilág gyakran többet lát köztük, mint egyszerű tisztelet a másik iránt. John egy blogot vezet a neten, kezdetben háborús traumáinak feldolgozása céljából tette ezt, majd szép lassan a Sherlock-történetek kerültek fel ide, melyeknek hála nagy népszerűségre tettek szert. John családjáról nem sokat tudni, annyi bizonyos, hogy van egy nővére, Harriet, akivel feszült a viszonya az alkoholizmusa miatt.

### A mellékszereplők

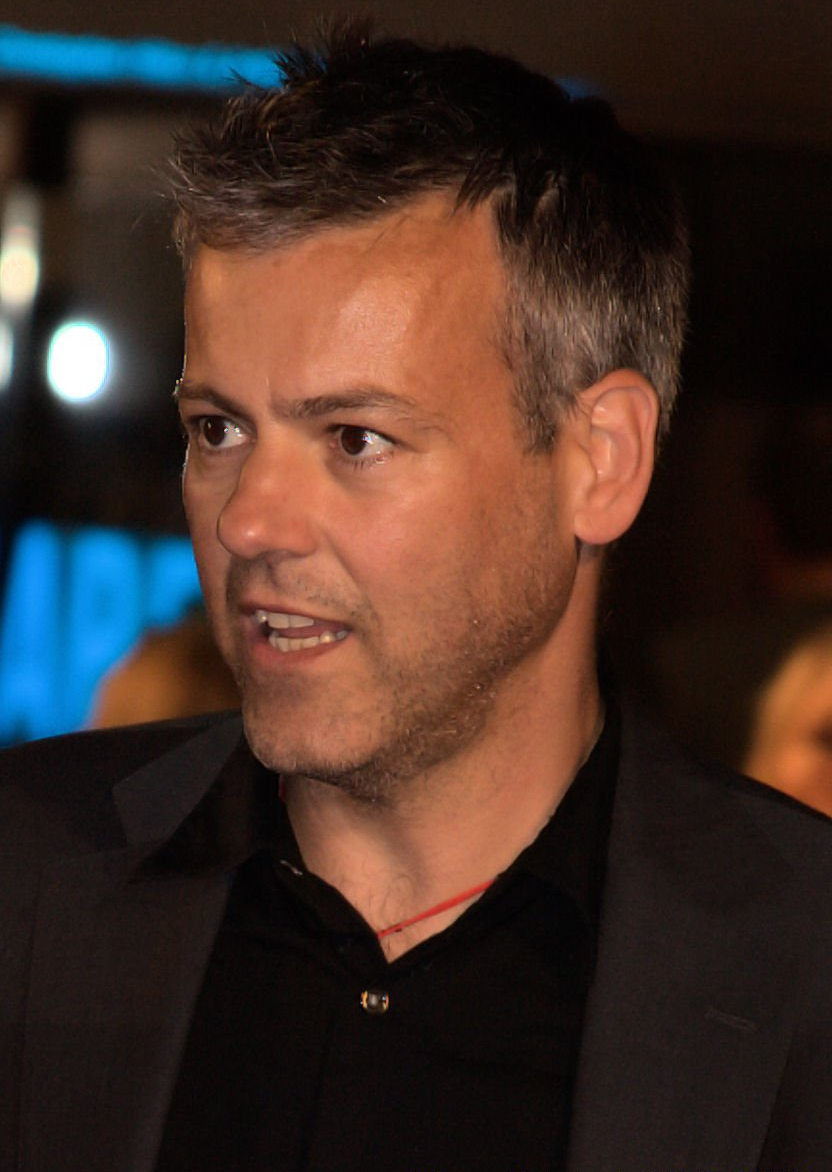
Rupert Graves - Greg Lestrade nyomozó

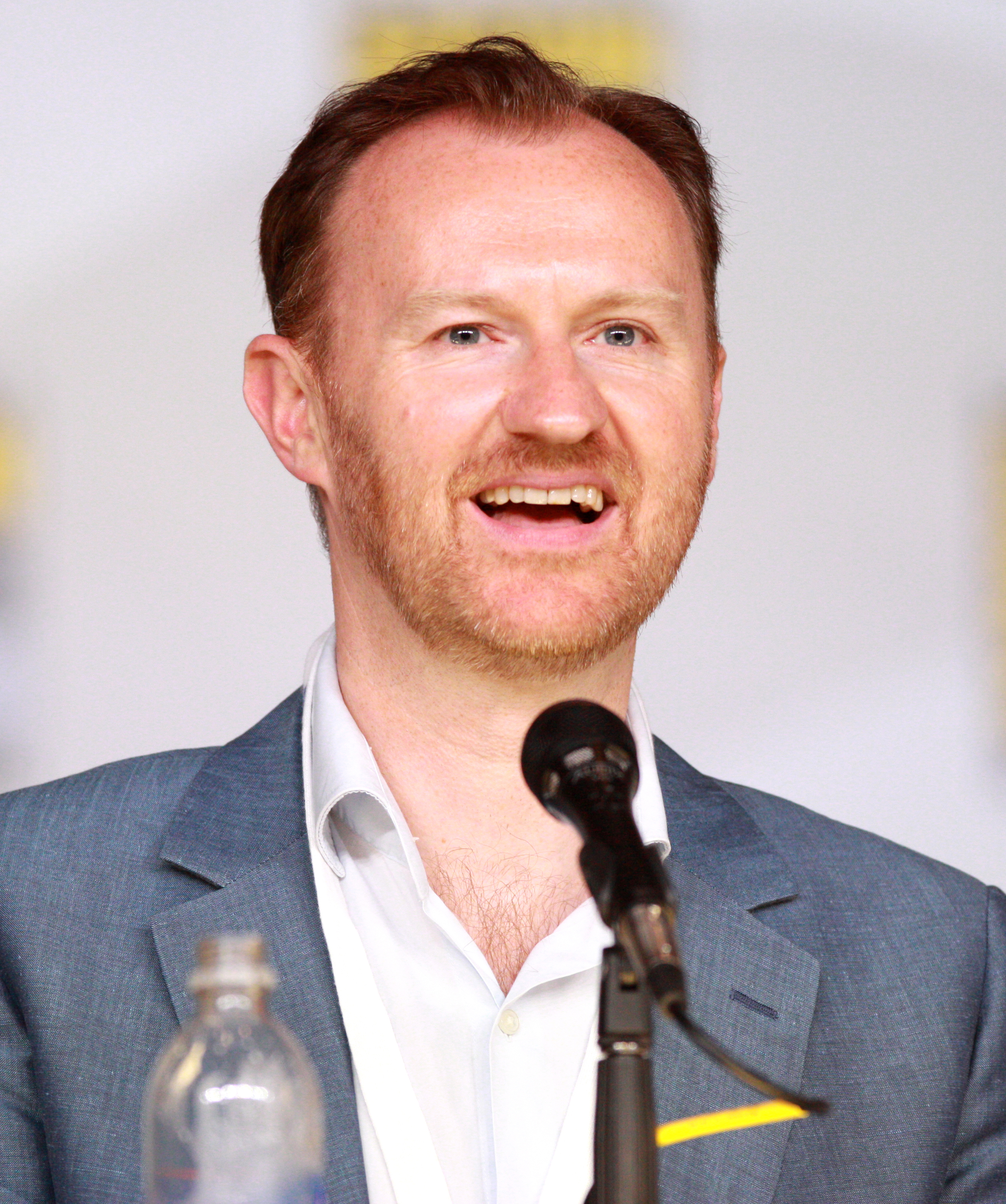
Mark Gatiss - Mycroft Holmes

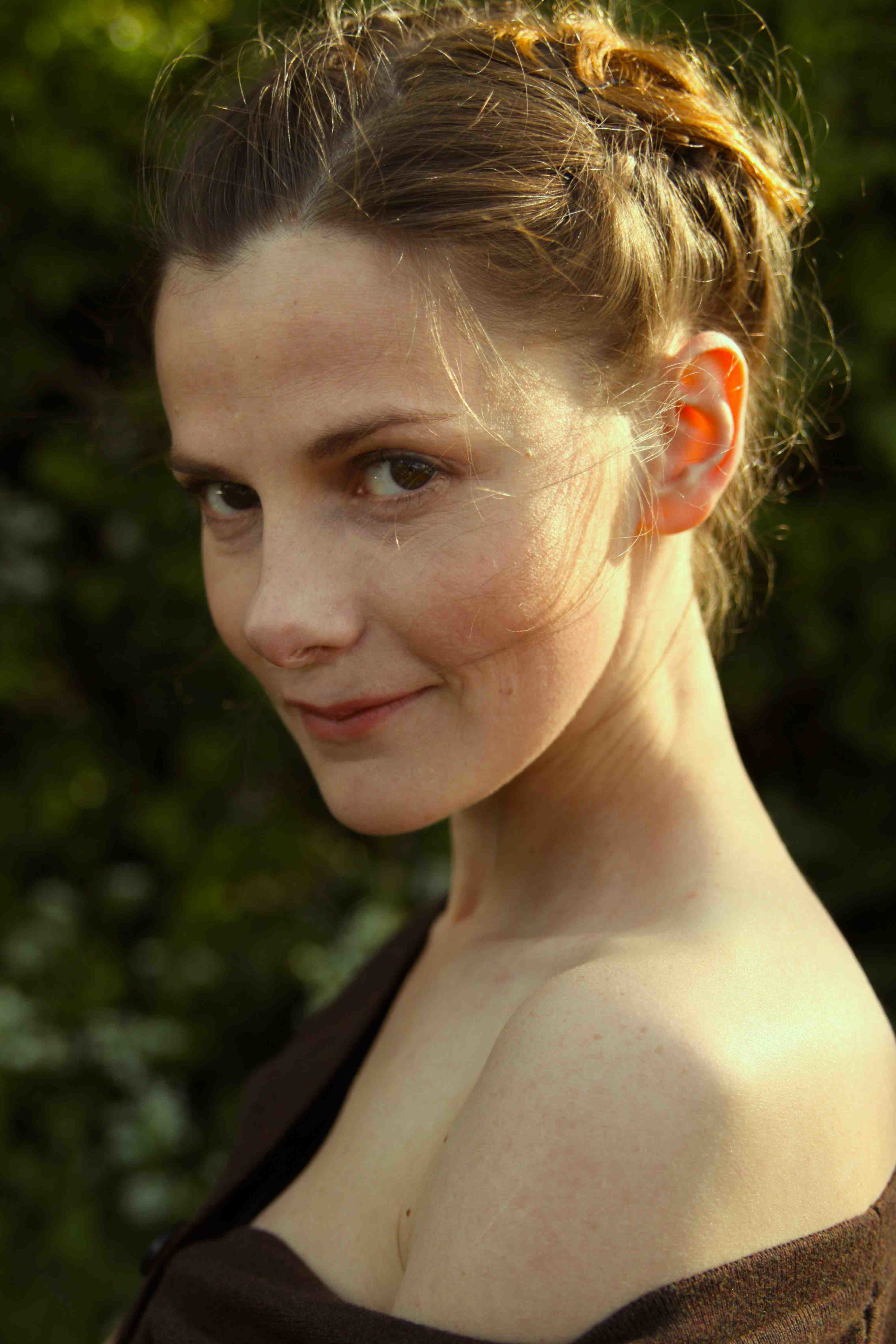
Louise Brealey - Molly Hooper

#### Greg Lestrade
Greg Lestrade nyomozó (Rupert Graves, magyar hangja Sarádi Zsolt) a Scotland Yardnál dolgozik, Sherlock Holmes egyik nagy tisztelője, aki gyakran hívja rejtélyes esetek megoldásához, és megvédi a kollégái csipkelődésétől. Mindazonáltal gyakran idegesíti Holmes különleges következtetési módja, és a bizonyítékok titkolása. Feleségétől elvált, azóta kapcsolatuk hullámvölgyekkel tarkított. Keresztnevét Sherlock szinte soha nem találja el, annak ellenére, hogy kitűnő a memóriája. Kettejük között a jó viszony már-már barátságnak mondható.

#### Sally Donovan
Donovan őrmester (Vinette Robinson, a pilotban Zawe Ashton, magyar hangja Németh Borbála) Lestrade nyomozócsoportjában szolgál, Sherlockot pedig "hangyásnak" tartja. Figyelmezteti Watsont, hogy Holmes pszichopata, és egy napon, ha elfogynak a megoldandó ügyek, ő maga is ölni kezd. Mivel nem bízik Sherlockban, később könnyűszerrel elhiszi, hogy bűnügyekben érintett lehet. Közte és Anderson között viszony bontakozik ki.

#### Anderson
Anderson (Jonathan Aris, magyar hangja Takátsy Péter) a nyomozó hatóság tagja. Keresztneve nagy valószínűséggel Philip (Sherlock így szólítja ,,Az üres gyász" című epizódban 3. évad 1. rész). Közte és Sherlock Holmes között régi nézeteltérés sejlik fel, ugyanis nem szívelik egymást, Anderson azt sem szeretné, ha a nyomozásba beleavatkozna. Viszonyba keveredik Donovan őrmesterrel, és mivel nem bízik Holmes-ban, készséggel elhisz róla bármit, amit állítanak. A  harmadik évad elején valószínűsíthetően már nem tartozik a rendőrség kötelékébe, hogy ennek mi az oka, nem ismert. Mindazonáltal Sherlock eltűnésekor ő volt az, aki megpróbált előállni lehetséges magyarázatokkal a hollétéről.

#### Jim Moriarty
A sorozat első igazi főellensége, James 'Jim' Moriarty (Andrew Scott, magyar hangja Rajkai Zoltán), a világ egyetlen "bűnözési tanácsadója", aki az első évadban elkövetett bűncselekmények mögött áll, akár szponzorként, akár informátorként, akár kitervelőként. Rendkívül nagy hatalmú, veszedelmes bűnöző, némi pszichopata attitűddel. A pénz és a hatalom kevéssé érdekli őt, de mivel halálra unja magát, ezért űzi mesterségét – és áll szemben végül is Sherlock Holmes-szal. Nagyszerű színész, képes magát kiadni bárkinek. Üzelmeit a második évad során is folytatja, melynek során bár elfogják és bíróság elé állítják, ám vesztegetés és fenyegetések árán eléri, hogy ártatlannak ítéljék. Ettől kezdve egyetlen célja Sherlock "kiégetése", azaz hogy hiteltelenné tegye. Terve sikerül is, lerombolja Sherlock hírnevét, és menekülésre kényszeríti. Az utolsó összecsapásban az öngyilkosságot kínálja fel Sherlocknak, végső megoldásként.  Amikor az ellenáll, Moriarty elárulja neki, hogy csak az élete árán tudja megmenteni barátait, akikre bérgyilkosokat állított. Ezután főbe lövi magát, ily módon kényszerítve ősellenségét öngyilkosságra. A harmadik évad utolsó részében aztán országszerte megjelent az arcképe, "Hiányoztam?" felirattal, ami valószínűsíti, hogy valami módon mégis életben lehet. Ennek tényét Sherlock egy elmélkedés során kizárja, de abban biztos, hogy ellenfele mindent kitervelt erre az esetre is.

#### Charles Augustus Magnussen
Charles Augustus Magnussen (Lars Mikkelsen, magyar hangja Kőszegi Ákos) egy médiabirodalmat irányító mágnás. Számtalan befolyásos személyről tud titkokat, amelyekkel zsarolni tudja őket. Ezeket a titkokat az "elmepalotájában" tárolja, kitűnő memóriájával, így nincs szüksége fizikálisan létező bizonyítékokra. Sherlock ezért "a zsarolás Napóleonja" névvel illeti őt. Karaktere a novellák Charles Augustus Milvertonján alapul (ő a Sherlock Holmes történetek egyik legvisszataszítóbb alakja). Magnussen titkokat tud Watson menyasszonyáról, és ezzel zsarolja a nőt, hogy az ismeretségi láncot kihasználva magát a brit kormányt is befolyásolni tudja. Hogy megmentse Watsont, Sherlock fejbelövi Magnussent, így végezve vele és a bizonyítékaival is. Később Mycroft egy meghamisított felvétellel tisztázza öccsét az emberölés vádja alól.

#### Culverton Smith
Culverton Smith (Toby Jones, magyar hangja Scherer Péter) egy nagy hatalmú filantróp üzletember, aki titokban egy sorozatgyilkos. Nem azért öli meg az embereket, mert azok jók vagy rosszak, hanem pusztán az ölés élvezetéért. Vagyonát és hatalmát felhasználva az általa létrehozott alapítvány kórházában szokott végezni áldozataival. Rossz szokása, hogy képtelen tartani a száját és kényszert érez arra, hogy bevallja tetteit kollégáinak és lányának is - ezeket viszont egy drog segítségével nyomban törli is a fültanúk elméjéből. Sherlock egy eset nyomozása során kerül vele kapcsolatba, és végül eléri, hogy bűneit úgy vallja be, hogy azt a nyilvánosság is hallja. Lestrade általi kihallgatása során jön rá, hogy vallani sokkal jobb érzés, mint gyilkolni.

#### Mrs. Hudson
Martha Louise Hudson (Una Stubbs, magyar hangja Tímár Éva) a Baker Street 221B alatti ház tulajdonosa, Sherlock és Watson főbérlője. Férjét Floridában drogügyek miatt kivégezték, az ügyben tett szolgálataiért nagyon hálás Sherlock Holmes-nak, ennek köszönheti a lakást is. Bár többször hangoztatja, hogy ő nem házinéni, számtalanszor kedvében jár a duónak, és noha számtalanszor belekeveredik a veszélyes nyomozásokba, végül ügyesen sikerül magát kimentenie. Sherlock néhány komoly titkát is őrzi, miszerint volt alkoholista, egzotikus táncosnő, és marihuánafüggő.

#### Mycroft Holmes
Mycroft Holmes (Mark Gatiss, magyar hangja Kálid Artúr) Sherlock Holmes bátyja, közte és öccse közt testvéri rivalizálás figyelhető meg. Mycroft számtalanszor próbálja jobb belátásra bírni Sherlockot, ugyanakkor sok esetben ő az, aki kihúzza őt a bajból. A brit kormánynak dolgozik, önmagát kissé fellengzősen mutatja be, noha meglehetősen kis szerepben - ugyanakkor valószínűsíteni lehet, hogy sokkal fontosabb ember annál, mint elsőre látszik (Sherlock szerint ő maga a brit kormány). Mycroft hasonló szellemi képességekkel bír, mint öccse, következtetésben jobb, azonban kevésbé motivált személyiség, "a terep nem az ő asztala". Gyakran mutatkozik a saját autójával különféle helyszíneken, kevéssé közlékeny munkatársnőjével, "Antheával" (bár a nőnek nem ez az igazi neve). Kedveli Johnt, akit többször is megkér rá, hogy vigyázzon öccsére.

#### Eurus Holmes
Eurus Holmes (Sian Brooke, magyar hangja Majsai-Nyilas Tünde) a középső Holmes-testvér, aki a negyedik évadban bukkan fel, bár az első két epizódban kilétét mesteri módon álcázza. Rendkívüli intelligenciával rendelkezik, két testvérénél is sokkal okosabb, azonban teljes mértékben híján van az emberi érzelmeknek. Miután gyerekkorában puszta passzióból megölte Sherlock legjobb barátját (akit ő később mint Rőtszakáll, a kutya jelenített meg az elmepalotájában), és felgyújtotta a musgrave-i Holmes-rezidenciát, elmegyógyintézetbe zárták, Sherlock pedig a létezésével kapcsolatos összes gondolatot elfojtott és kitörölt az emlékezetéből. Később Mycroft a hozzá hasonló, különösen veszélyes bűnözők számára létrehozott Sherrinfordba szállíttatta, ahol teljesen elszigetelte a külvilágtól, megtiltotta, hogy bárki kommunikáljon vele, és a szüleinek is azt hazudta, hogy meghalt egy tűzben. Ennek ellenére Eurus (akinek nevének jelentése "keleti szél") roppant tájékozott a nagyvilág dolgait illetően. Maga Moriarty is nagy tisztelője, ő, Sherlock, és Mycroft az egyetlenek a világon, akikre nem tud hatni lenyűgöző erejű karizmája, mellyel bárkit bármire rá tud bírni - ez a legveszélyesebb fegyvere. Moriarty identitását felhasználva a negyedik évad legvégén egy végzetes játékra kényszeríti Sherlockot, Johnt, és Mycroftot, melyben mindhármukkal kegyetlenkedik. Végül Sherlock megtöri őt, és rájön, hogy egész életéből a testvéri szeretet hiányzott, amely miatt beleőrült hatalmas intelligenciájába. Katatón állapotban viszik vissza az elmegyógyintézetbe, ahol Sherlock rendszeresen meglátogatja, bár csak hegedűvel tudnak egymással kommunikálni.

#### Molly Hooper
Molly Hooper (Louise Brealey, magyar hangja Csuha Borbála) egy fiatal patológus, aki a St. Bartholomew Kórházban dolgozik. Titokban szerelmes Sherlock Holmes-ba, aki nem viszonozza az érzelmeit, viszont azokat a nyomozás érdekében gyakran kihasználja. Egy ideig randevúzgatott egy Jim nevű számítástechnikai szakemberrel, akiről kiderül, hogy igazából Jim Moriarty. Molly blogot vezet, macskáját pedig Tobynak hívják. Molly karaktere eredetileg csak Sherlock bemutatására szolgált volna az első epizódban, azonban később a népszerűség hatására visszatért. A harmadik évadban egy Tom nevű fickóval randizik, aki sok tekintetben hasonlít Sherlockra, és láthatóan csak azért van vele együtt, hogy féltékennyé tegye a férfit. A negyedik évadban ő lett John és Mary közös gyermekének keresztanyja. Molly karaktere eredetileg csak az első részben lett volna benne, de Brealey alakítása meggyőzte a producereket, hogy vissza kell térnie.

#### Irene Adler
Irene Adler (Lara Pulver, magyar hangja Horváth Lili) egy "dominátrix", azaz egy biszexuális nő, aki mások perverz szexuális vágyait elégíti ki. Ezen pozíciójánál fogva kényes dokumentumok kerülnek a birtokába, amelyek megkaparintása sokak célja. Irene beleszeret Sherlock Holmes-ba, és rendszeresen SMS-ekkel bombázza. Sherlock, akit lenyűgöz a nő intelligenciája, segít a nőnek, s később megmenti az életét is. A későbbiek során párszor felbukkan Sherlock elméjében, a gondolatainak megtestesüléseként, illetve az is kiderül, hogy néha még mindig kap tőle üzeneteket, bár sosem válaszol rájuk.

#### Mary Morstan

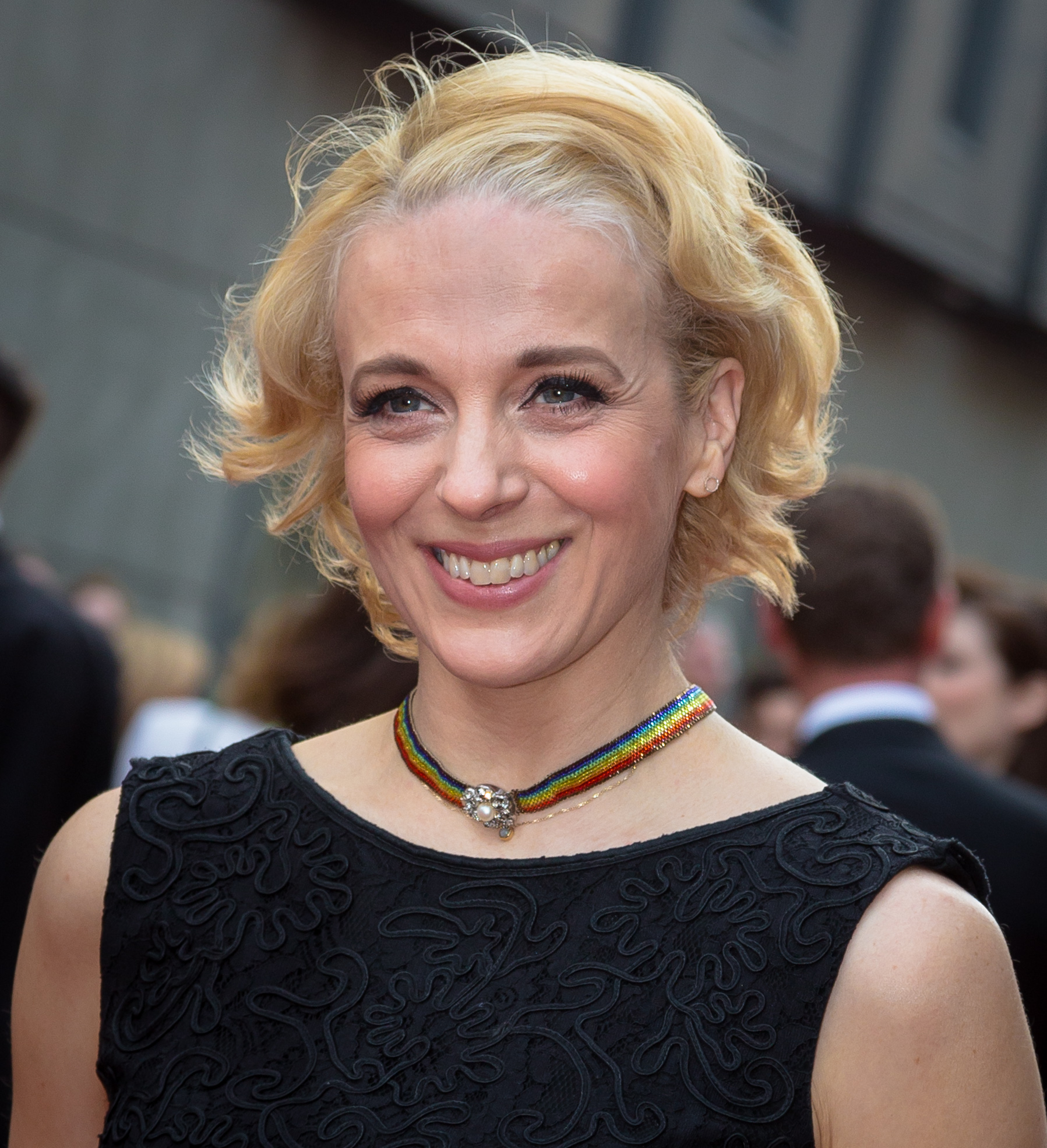
Amanda Abbington mint Mary Morstan

Rosamund Mary Morstan (Amanda Abbington, magyar hangja Ruttkay Laura) egy visszavonult bérgyilkos, aki kórházi ápolóként dolgozik. Így ismerkedik meg Watsonnal, és kapcsolatuk viszonnyá, majd házassággá alakul. Esküvői tanújuk maga Sherlock lesz. Eleinte nem igazán kedvelte a férfit, mert úgy vélte, felzaklatja a jelenléte Watsont, de később megszerette. Magánéletéről annyit lehetett tudni, hogy árva, és volt egy komolyabb kapcsolata, amiről ő úgy hitte, hogy sikerült lezárnia, de valójában ez csak részben igaz - az utána kutakodó férfit Sherlock szereli le. Múltjából később kiderül, hogy CIA-ügynök volt, aki dezertált, és ráadásul nem is brit - egy halva született csecsemő személyazonosságát lopta el magának öt évvel a történet kezdete előtt. Kapcsolata Watsonnal mindazonáltal kiállja a megpróbáltatásokat, és hamarosan gyermeket is várnak. Rendkívül intelligens, sokféle különleges képessége van, Sherlockkal és Johnnal igazi csapatot alkotnak. A negyedik évadban életét veszti, amikor megpróbálja megmenteni Sherlock életét, amikor a múltjából felbukkant ellenségek próbáltak az életére törni. Mary hagyott hátra néhány videoüzenetet, melyben a folytatásra hívta fel Holmes-t és Watsont.

#### Anthea
Anthea (Lisa McAllister) Mycroft asszisztense, aki nem túl bőbeszédű, és nem is ez az igazi neve, csak így mutatkozik be a kíváncsiskodó Watsonnak. Pár epizódban bukkan csak fel, háttérszereplőként.

#### Janine Hawkins
Janine Hawkins (Yasmine Akram, magyar hangja Pikali Gerda) Mary koszorúslánya, aki Magnussen titkárnője is. Mint kiderül, Mary és Sherlock is csak azért férkőznek a bizalmába, hogy információkat tudjanak meg a mágnásról - Sherlock egészen odáig megy, hogy randevúzik is vele ennek érdekében.

#### Mr. és Mrs. Holmes
Sherlock, Mycroft, és Eurus szülei (Timothy Carlton és Wanda Ventham, magyar hangjaik Szélyes Imre és Szabó Éva) először a harmadik évadban jelennek meg. Nem vesznek részt Sherlock temetésén, mert ők is azon kevesek közé tartoznak, akik tudják, hogy igazából él. Türelmes és elfogadó szülők, akiket láthatólag nem igazán zavar két fiuk furcsa viselkedése és egymással szembeni ellenérzéseik. Maryvel is elfogadóak és nagyon kedvesek, sejtvén, hogy fiaiknak valószínűleg soha nem lesz felesége.
(Érdekesség, hogy a Holmes szülőket játszó két színész igazából, Benedict Cumberbatch (Sherlock Holmes) szülei.)

#### Lady Smallwood
Lady Alicia Smallwood (Lindsay Duncan, magyar hangja Menszátor Magdolna) Mycroft kollégája, a brit miniszterelnöki kabinetiroda tagja. Először a harmadik évad végén bukkan fel, mikor megbízza Sherlock Holmest, hogy segítsen neki visszaszerezni bizonyos kényes információkat Charles Augustus Magnussentől. Amikor Sherlock végül lelövi a férfit, ő az, aki megadja a jóváhagyását ahhoz, hogy egy öngyilkos küldetésre küldjék Kelet-Európába a börtön helyett. Majd Moriarty újabb felbukkanásakor megadja az engedélyt, hogy mégis Nagy-Britanniában maradhasson. Később Lady Smallwood gyanúba keveredik, hogy miatta sült el balul az a grúziai akció, amelyben Mary még mint bérgyilkosnő vett részt. Ártatlansága azonban bebizonyosodik, amikor kiderül, hogy titkárnője, Vivian Norbury volt a tettes. Később is felbukkan, méghozzá mint Mycroft szeretője.

## Epizódok
| Évad | Évad        | Részek száma | Részek száma | Eredeti sugárzás | Eredeti sugárzás   | Magyar sugárzás     | Magyar sugárzás     | Magyar adó |
| Évad | Évad        | Részek száma | Részek száma | Évadbemutató     | Évadzáró           | Évadbemutató        | Évadzáró            | Magyar adó |
| ---- | ----------- | ------------ | ------------ | ---------------- | ------------------ | ------------------- | ------------------- | ---------- |
|      | 1.          | 3            | 3            | 2010. július 25. | 2010. augusztus 8. | 2011. október 11.   | 2011. október 25.   | AXN        |
|      | 2.          | 3            | 3            | 2012. január 1.  | 2012. január 15.   | 2012. augusztus 18. | 2012. szeptember 1. | M1         |
|      | 3.          | 3            | 3            | 2014. január 1.  | 2014. január 12.   | 2014. március 29.   | 2014. április 12.   | AXN        |
|      | Különkiadás | Különkiadás  | Különkiadás  | 2016. január 1.  | 2016. január 1.    | 2016. szeptember 5. | 2016. szeptember 5. | AXN        |
|      | 4.          | 3            | 3            | 2017. január 1.  | 2017. január 15.   | 2017. április 10.   | 2017. április 24.   | AXN        |

### Első évad (2010)
| Sor. | Év. | Cím                                                         | Rendező       | Író            | Premier                              | Nézettség   |
| --- | --- | ----------------------------------------------------------- | ------------- | -------------- | ------------------------------------ | ----------- |
| 1. | 1.  | Rózsaszín tanulmány / A rózsaszín rejtély (A Study in Pink) | Paul McGuigan | Steven Moffat  | 2010. július 25. 2011. október 11.   | 9,23 millió |
| Eredeti mű: A bíborvörös dolgozószoba A rendőrség különös öngyilkossági hullám ügyében nyomoz: minden egyes áldozat egy mérgező pirula bevételének hatására halt meg. Mivel a rejtély meghaladja képességeiket, nemhivatalos segítőjükhöz, Sherlock Holmes-hoz fordulnak, aki következtetései során bebizonyítja, hogy igazából egy sorozatgyilkossal állnak szemben. Közben Sherlockot bemutatják Dr. John Watsonnak, egy leszerelt katonaorvosnak, aki Afganisztánban szolgált, s közös lakásba költöznek a Baker Street-en. John szép lassan Sherlock bizalmasa és tisztelője lesz, Sally Donovan őrmester figyelmeztetése ellenére, aki attól tart, hogy Holmes pszichopata és egy nap gyilkos lesz maga is. Sherlock bátyja, Mycroft, titkos találkozóra viszi Watsont, ahol nem fedi fel a kilétét, de azért cserébe, hogy tartsa szemmel öccsét, sok pénzt ajánl, amit Watson visszautasít. Időközben a gyilkosságok valódi elkövetője, egy taxisofőr is megmutatkozik Sherlock előtt, akinek felfedi módszerét. Minden áldozatával egy játékot játszik, melyben két pirula közül mindenképp be kell venni az egyiket, csakhogy valamelyikben halálos méreg van. Watson végül lelövi a sofőrt, megmentve Sherlockot, aki elárulja, hogy egy bizonyos Moriarty volt a szponzora. |     |                                                             |               |                |                                      |             |
| 2. | 2.  | A vak bankár (The Blind Banker)                             | Euros Lyn     | Steve Thompson | 2010. augusztus 1. 2011. október 18. | 8,07 millió |
| Eredeti mű: A táncoló figurák Holmes-t egy régi bankár barátja egy rejtélyes betörés ügyében kéri fel vizsgálatra, mely London egyik bankjában történt. A falakra több helyen különféle szimbólumok lettek felfirkálva, melyekből kiderül, hogy a bank egyik dolgozója hagyta azokat hátra, akit később holtan találnak. Másnap egy újságírót is megölnek, a holtteste mellett ugyanilyen szimbólumokkal. Holmes és Watson a két halottal kapcsolatos nyomozásuk során a nyomára bukkannak egy kínai csempészhálózatnak, mely egy nagyon értékes tárgyat szeretne visszaszerezni. Holmes végül feltöri a titkos kódrendszert, de addigra Watsont és barátnőjét foglyul ejti a kínai maffia. Holmes megmenti mindkettejüket, de a bandavezér megszökik, ám az utolsó pillanatban Moriarty egyik embere végez vele. |     |                                                             |               |                |                                      |             |
| 3. | 3.  | A nagy játszma (The Great Game)                             | Paul McGuigan | Mark Gattis    | 2010. augusztus 8. 2011. október 25. | 9,18 millió |
| Eredeti mű: Az öt narancsmag Holmes-t maga a bátyja, Mycroft bízza meg, hogy derítse ki, hogy gyilkoltak meg egy kormánytisztviselőt, aki egy szigorúan titkos védelmi terven dolgozott: a Bruce-Partington terven. Holmes mégis visszautasítja az ügyet, és inkább továbbadná Watsonnak, ám ekkor egy rejtélyes bűnöző lép vele kapcsolatba. Áldozatain keresztül beszél vele telefonon, akikre bombát erősített, és különféle, látszólag összefüggéstelen rejtélyeket kell megoldania időre, különben az adott illető meghal. Az esetek közt van egy húsz éve döglött akta egy megfulladt fiú cipőjével kapcsolatban, egy eltűnt üzletember, egy halott tévés személyiség, és egy múzeumi őr meggyilkolása egy különös bérgyilkos, a Gólem által. Miközben Holmes egymás után oldja meg az eseteket, kapcsolatot fedez fel köztük, s végül megoldja Mycroft esetét is. Ezután megpróbálja leleplezni a titokzatos bűnözőt, akiről kiderül, hogy nem más, mint Jim Moriarty. Egy bomba segítségével foglyul ejtette Watsont, Sherlock pedig nem lát más kiutat, mint a bomba felrobbantása... |     |                                                             |               |                |                                      |             |

### Második évad (2012)
| Sor. | Év. | Cím                                           | Rendező       | Író            | Premier                              | Nézettség             |
| --- | --- | --------------------------------------------- | ------------- | -------------- | ------------------------------------ | --------------------- |
| 4. | 1.  | Botrány Belgraviában (A Scandal in Belgravia) | Paul McGuigan | Steven Moffat  | 2012. január 1. 2012. augusztus 18.  | 10,66 millió 269 ezer |
| Eredeti mű: Botrány Csehországban Hőseink egy váratlan telefonhívásnak köszönhetően megmenekülnek Moriarty halálos csapdájából. Mycroft megbízza Sherlockot és Watsont, hogy szerezzenek vissza néhány kompromittáló fotót, melyek a brit legfelsőbb körök egyik tagját igen kellemetlenül érinthetik, ha napvilágra kerülnek. A fotók Irene Adler, egy furfangos és kíméletlen dominátrix telefonjában találhatóak, ő azonban nem akarja azokat kiadni, hogy így védje magát. Holmes hiába szerzi meg Adler telefonját, nem tudja hatástalanítani az azt védő biztonsági kódzárat. Amikor Adler észreveszi, hogy a CIA is üldözi, eltűnik, és megrendezi a saját halálát, csak hogy pár héttel később újra felbukkanjon. Eléri, hogy Sherlock fejtsen meg számára egy feltörhetetlennek tűnő kódot, amelyet egy másik befolyásos ügyfelétől szerzett, majd a kódot továbbítja Moriartynak. Mycroft és Watson is úgy hiszik, hogy Adler meghalt Pakisztánban, de valójában Sherlock, akit lenyűgözött a nő, segített neki megmenekülni. |     |                                               |               |                |                                      |                       |
| 5. | 2.  | A sátán kutyái (The Hounds of Baskerville)    | Paul McGuigan | Mark Gatiss    | 2012. január 8. 2012. augusztus 25.  | 10,27 millió 248 ezer |
| Eredeti mű: A sátán kutyája Sherlockot és Watsont felkeresi Henry Knight, egy férfi, akit gyerekkori traumája kísért: apját évekkel ezelőtt széttépett egy szörnyűséges véreb Dartmoor-ban. Az esemény megtörténtének helyén, az Erdegárokban végzett kutatás után kiderül, hogy mások is látták az állatot, azonban a Védelmi Minisztériumnak egy titkos laboratóriuma is található a közelben. Furfangosan bejutván, Holmes és Watson leleplezik az egyik tudós, Dr. Frankland üzelmeit, aki folytatta évekkel korábban a V.É.R.E.B. projekten belül elkezdett kísérleteit egy hallucinogén gázzal. Rájönnek, hogy a véreb igazából egy közönséges kutya, amelyet a gáz hatására láttak félelmetes szörnyetegnek. A "véreb" pedig, aki megölte Henry apját, valójában Frankland volt gázmaszkban. A nagy leleplezés után Frankland menekülni próbál, ám balszerencséjére ráfut egy aknamezőre. |     |                                               |               |                |                                      |                       |
| 6. | 3.  | A Reichenbach-vízesés (The Reichenbach Fall)  | Toby Haynes   | Steve Thompson | 2012. január 15. 2012. szeptember 1. | 9,78 millió 236 ezer  |
| Eredeti mű: Az utolsó eset Miután számos kiemelkedő fontosságú ügyet megoldott, Sherlock Holmes hatalmas népszerűségre tesz szert. Moriarty eközben betör a londoni Towerbe, a Bank of England épületébe, és a pentonville-i börtönbe, egy olyan kódot használva, amellyel bármilyen zárat ki tud nyitni. Moriartyt elfogják és bíróság elé állítják, azonban az esküdtszék megzsarolása miatt ártatlannak nyilvánítják. Ezután ellátogat Sherlock lakására, ahol közli vele, hogy nem hagyott fel azzal a szándékával, hogy kiégesse őt, egyben van egy végső kérdés is, amit meg kell oldaniuk egymással. Valamivel később Moriarty elrabolja az amerikai nagykövet gyermekeit, Holmes pedig hiába menti meg őket, a gyermekek halálra rémülnek tőle. Ez, és az eset túl könnyű felgöngyölítése azt a gyanút kelti a nyomozókban, hogy talán Sherlock tervelte ki az egészet. Holmest letartóztatják, de megszökik, majd konfrontálódik Moriartyval, aki azt terjeszti magáról, hogy ő egy színész, akit Holmes bérelt fel. Végül a kórház tetején találkoznak, ahol Moriarty válaszút elé állítja: vagy öngyilkos lesz (leugrik a tetőről), vagy az emberei végeznek Watsonnal, Mrs. Hudson-nel, és Lestrade-del. Azt is elárulja, hogy a mindent feltörő kód csak hazugság volt. Miután rájön, hogy Sherlock meg tudja oldani a problémát, amíg ő életben van, Moriarty öngyilkos lesz, s így Sherlock nem tehet mást: "bevallja" nemlétező bűneit, s leugrik a háztetőről. Bár a világ úgy tudja, hogy Sherlock Holmes halott, ő csak megjátszotta a saját halálát. |     |                                               |               |                |                                      |                       |

### Harmadik évad (2014)
| Sor. | Év. | Cím                               | Rendező         | Író                                            | Premier                            | Nézettség    |
| --- | --- | --------------------------------- | --------------- | ---------------------------------------------- | ---------------------------------- | ------------ |
| 7. | 1.  | Az üres gyász (The Empty Hearse)  | Jeremy Lovering | Mark Gatiss                                    | 2014. január 1. 2014. március 29.  | 12,72 millió |
| Eredeti mű: Az üres ház Az epizódot megelőzte egy 2013 karácsonyán bemutatott rövidfilm, a "Many Happy Returns" (csak angolul), melyben Anderson, a technikus, igyekszik meggyőzni arról Lestrade-et, hogy Sherlock még mindig életben van. Az epizódban két év távollét után Mycroft rálel Sherlockra Szerbiában, aki megrendezte a saját halálát, és hazaviszi Londonba, hogy segítsen neki megállítani egy terrortámadást, amit egy titkos szervezet tervez. Johnnak most már barátnője van, Mary Morstan személyében, akinek szeretné megkérni a kezét. Nem igazán szeretne újra együtt dolgozni Sherlockkal, de miután a terroristák elrabolják, Sherlock és Mary megmentik, és ezután segít a Guy Fawkes-éjre tervezett robbantássorozat megállításában. Titokzatos támadóinak kilétére mindazonáltal nem derül fény. |     |                                   |                 |                                                |                                    |              |
| 8. | 2.  | A hármak jele (The Sign of Three) | Colm McCarthy   | Stephen Thompson, Steven Moffat és Mark Gatiss | 2014. január 5. 2014. április 5.   | 11,38 millió |
| Eredeti mű: A Négyek jele Watson és Mary összeházasodnak, Sherlocknak pedig, akit John tanúnak kért fel, beszédet kell mondania az esküvőn, amire rengeteget készül. Beszédében felidéz néhány esetet, amin együtt dolgoztak: egy őr rejtélyes leszúrásának esetét, a legénybúcsú éjszakáját, majd az azt követő nyomozást egy nőket szédítő csaló után. Ezután felfedi, hogy egy gyilkos jelen pillanatban is a vendégek közt van. Sherlock megmenti a célszemélyt a biztos haláltól, majd felfedi, hogy Mary minden bizonnyal terhes. |     |                                   |                 |                                                |                                    |              |
| 9. | 3.  | Az utolsó alakítás (His Last Vow) | Nick Hurran     | Steven Moffat                                  | 2014. január 12. 2014. április 12. | 11,38 millió |
| Eredeti mű: Az utolsó meghajlás és "A zsarolók királya" Sherlock összetalálkozik nyomozása során Charles Augustus Magnussennel, a zsarolókirállyal, aki minden hatalmasságról rendelkezik kompromittáló információval. Miután Maryt is megzsarolta, a nő kénytelen lelőni Sherlockot. Kórházba kerül, de megszökik, és lépre csalja Maryt, aki kénytelen felfedni néhany dolgot valódi kilétéről, Watson füle hallatára. Mary egy pendrive-ot bíz Johnra, amin minden adat szerepel az előéletéről, de ő, mivel szereti Maryt, hosszas gondolkodás után úgy dönt, nem olvassa el, és megsemmisíti. Hogy minden információt visszaszerezzenek a nőről Magnussentől, Sherlock egy karácsonyi összejövetelen bedrogozza Maryt, Mycroftot és a szüleit, ezután elveszi Mycroft államtitkokat tartalmazó laptopját cserealapnak. Hamar kiderül, hogy Magnussennél semmiféle dokumentumok nincsenek, mindent a fotografikus memóriájában tárol. A többiek védelmében így Sherlock kénytelen őt megölni, szemtanúk jelenlétében. Mycroft elsimítja az ügyet: az öccse nem áll bíróság elé tettéért, ha cserébe elvállal egy különösen veszélyes kelet-európai missziót. Hamarosan az is kiderül, hogy Moriarty talán mégsem halt meg, és emiatt Sherlocknak mégsem kell elutaznia, mert a hazának szüksége van rá. |     |                                   |                 |                                                |                                    |              |

### Különkiadás (2016)
| Sor. | Év. | Cím                                          | Rendező           | Író                          | Premier                             | Nézettség |
| --- | --- | -------------------------------------------- | ----------------- | ---------------------------- | ----------------------------------- | --------- |
| 10. | –.  | A szörnyű menyasszony (The Abominable Bride) | Douglas Mackinnon | Steven Moffat és Mark Gatiss | 2016. január 1. 2016. szeptember 5. |           |
| Eredeti mű: A Musgrave-szertartás Sherlock bedrogozott állapotban elmerül az elméjének palotájában, hogy megoldjon egy viktoriánus kori ügyet, amelyben egy menyasszony állítólag fejbelőtte saját magát, majd visszatért a sírból, hogy végezzen vőlegényével is. Csak ennek az ügynek a megoldása árán jöhet rá arra, hogyan élhette túl Moriarty ugyanezt. Végül rájön, hogy Moriarty csakugyan meghalt, de mindent megtervezett a halála utánra is. |     |                                              |                   |                              |                                     |           |

### Negyedik évad (2017)
| Sor. | Év. | Cím                                    | Rendező        | Író                          | Premier                            | Nézettség    |
| --- | --- | -------------------------------------- | -------------- | ---------------------------- | ---------------------------------- | ------------ |
| 11. | 1.  | A hat Thatcher (The Six Thatchers)     | Rachel Talalay | Mark Gatiss                  | 2017. január 1. 2017. április 10.  | 11,33 millió |
| Eredeti mű: A hat Napóleon, bizonyos elemek A mérnök hüvelykujja és A sárga arc című novellákból. Sherlock egy fiatalember rejtélyes halálának esetét nyomozza ki, amit könnyűszerrel megold, de ez egy másik rejtélyhez vezeti el őt, amikor egy, a halott fiatalember apjának tulajdonában álló Margaret Thatcher-mellszobrot rejtélyes módon összetörve találnak. Miután sorra törnek a hasonló szobrok, kiderül, hogy a szálak Maryhez és múltjához vezetnek. Felbukkan egy régi ismerős, aki bosszút akar állni a nőn az árulásért. Sherlock rájön, hogy nem Mary volt az áruló. Az áruló Sherlockot le akarja lőni, de Mary a golyó elé ugrik, és élete árán megmenti. |     |                                        |                |                              |                                    |              |
| 12. | 2.  | A hazug detektív (The Lying Detective) | Nick Hurran    | Steven Moffat                | 2017. január 8. 2017. április 17.  | 9,53 millió  |
| Eredeti mű: A haldokló detektív Sherlockot megkeresi a filantróp üzletember, Culverton Smith lánya, aki azt állítja, hogy apja gyilkosságokat vallott be neki, de ezeket utána egy drog segítségével törölte az emlékezetéből. Sherlock rájön, hogy a férfi egy sorozatgyilkos, azonban nehezen megy neki a nyomozás - Mary halála óta visszaszokott a drogokra, és nehezen tudja megkülönböztetni a képzeletet a valóságtól. Végül sikerül lelepleznie a férfit, és a Johnnal való viszonya is normalizálódik. Az epizód végén felbukkan Sherlock és Mycroft halottnak hitt testvére, Eurus, aki eddig mindvégig álruhában manipulálta őket, és lelövi Johnt. |     |                                        |                |                              |                                    |              |
| 13. | 3.  | A végső probléma (The Final Problem)   | Ben Caron      | Steven Moffat és Mark Gatiss | 2017. január 15. 2017. április 24. | 9,06 millió  |
| Eredeti mű: "A Musgrave-szertartás, a Gloria Scott és A három diák című történetekből. Eurus csak egy kábítólövedékkel lőtte le Johnt, így módjában áll Sherlockkal kikérdezniük Mycroftot. A beszélgetést megzavarja egy táviranyításos bomba, ami lerombolja a lakást, de sikerül megmenekülniük. Ezután a rejtélyes Sherrinford-szigetre utaznak, ahol a harmadik Holmes-testvér, a pszichopata Eurus kiszabadult, és most mindhármukat arra kényszeríti, hogy különféle morális és erkölcsi dilemmák elé állítva őket, feladatokat oldjanak meg. Sherlock rájön, hogy a kegyetlen játék addig folytatódik, amíg valaki olyan meg nem hal, akit szeretett, ezért megpróbál testvéréhez érzelmileg is közel kerülni. Végül ennek hatására kerülnek ki a szorult helyzetből. Egy Mary által hátrahagyott üzenet által bátorítva Sherlock és John az újjáépített Baker Street 221B alatt újra fogadni kezdik a furcsábbnál furcsább klienseket. |     |                                        |                |                              |                                    |              |

## Nézettség
A brit BARB (Broadcasters' Audience Research Board) adatai alapján az első évad legelső epizódját 7,5 millióan látták, a második évad egésze pedig átlagosan 8 millió nézőt érdekelt. 2012 januárja és áprilisa között az a három epizód volt a legnézettebb netes tartalom az iPlayer-en, a BBC online tartalomszolgáltató oldalán. A "Botrány Belgraviában" című epizóddal kapcsolatban több negatív vélemény is elhangzott, méghozzá az Irene Adlert alakító Lara Pulver meztelensége miatt, amely az ilyen tartalmak vetítéséül szolgáló este 9 órás műsorsáv előtt került adásba. Az évadzáró epizód, "A Reichenbach-vízesés" újságokon, fórumokon, és TV-adásokban is téma lett, mindenki azt találgatta ugyanis, hogyan volt képes megrendezni Sherlock Holmes a saját halálát.
A harmadik évad átlagosan 11,82 millió embert érdekelt, a nyitóepizód, "Az üres gyász" kb. 12,72 milliót. "A szörnyű menyasszony" című különkiadást kb. 11,5 millióan látták. A negyedik évad is jól kezdett átlagos 11,3 milliós nézettségével, azonban az utolsó részre ez alaposan zuhant, mindössze 5,9 millió nézőre, ami a leggyengébb volt a sorozat történetében.

## Díjak, jelölések
Az első évad elnyerte a 2011-es televíziós BAFTA-díjat a legjobb drámai sorozat kategóriájában, Freeman ugyanakkor elnyerte a legjobb férfi mellékszereplő díját dr. Watson megformálásáért. Benedict Cumberbatch-et a legjobb színész díjára jelölték. A sorozatot abban az évben a YouTube közönségdíjára is jelölték. 2012-ben Andrew Scott megnyerte a legjobb mellékszereplő díját, ami azért volt különös, mert épp Martin Freemant kellett ehhez legyőznie.
A "Rózsaszín tanulmány" és "Botrány Belgraviában" című epizódokat Emmy-díjra jelölték, viszont csak 2014-ben sikerült elnyernie, "Az utolsó alakítás" című epizóddal, mely 12 jelölésből 7 díjat kapott.

## Házimozi megjelenés és egyéb médiumok
A sorozat összes epizódja megjelent DVD-n, Blu-Ray-en, illetve on-demand szolgáltatóknál. A sztereó magyar szinkronnal valamint magyar és angol felirattal ellátott első évados DVD 2012. november 21-én jelent meg Magyarországon. Sajnos a további epizódok nem kerültek kiadásra. Az epizódokat az AXN és a UPC Videotárban, valamint a Telenor MyTV szolgáltatásban lehet megtekinteni online.
| Évad        | Epizódok | 1-es régió megjelenés | 2-es régió megjelenés | DVD-extrák |
| ----------- | -------- | --------------------- | --------------------- | --- |
| 1           | 3        | 2010. november 9.     | 2010. augusztus 30.   | - Audiokommentár a "Rózsaszín rejtély" és "A nagy játszma" című epizódokhoz - "Sherlock megfejtése" dokumentumfilm - A "Rózsaszín rejtély" pilot epizódja                    |
| 2           | 3        | 2012. május 22.       | 2012. január 23.      | - Audiokommentár a "Botrány Belgraviában" és "A sátán kutyái" című epizódokhoz - "Sherlock leleplezve" dokumentumfilm                                                        |
| 3           | 3        | 2014. február 11.     | 2014. január 20.      | - A zuhanás - Rajongók, gonoszok,és spekulációk: Sherlock Holmes öröksége - A Sherlock forgatása                                                                             |
| Különkiadás | 1        | 2016. január 12.      | 2016. január 11.      | - Mark Gatiss forgatási naplója és werkfilm - A kulisszák mögött Steven Moffattal és Mark Gatiss-szel - Sherlockológia kérdezz-felelek                                       |
| 4           | 3        | 2017. január 24.      | 2017. január 23.      | - A 221B mögött - Forgatókönyvtől a forgatásig - Az írók beszélgetése - Forgatási napló - A 221B díszleteinek építése - Látogatás a forgatási helyszíneken, Mark Gatiss-szel |

A sorozat megjelenését követően a BBC Books kiadta az eredeti történetek egy részét, Benedict Cumberbatch és Martin Freeman arcképét szerepeltetve a könyvborítón. A sorozat sikere 180%-kal növelte a könyvek eladási rátáját is. Sherlock: The Casebook címmel 2012-ben megjelent a sorozat hivatalos kézikönyve is. Japánban a Young Ace magazinban Jay rajzolásában megjelentek a Sherlock-történetek mangakiadásban is, 2012-től. Ugyanebben az évben megjelent a Cluedo speciális, Sherlock-kiadásban. A divatra is hatással volt a műsor: a Sherlock által viselt kabát az első évad vetítése után hirtelen nagy népszerűségnek kezdett el örvendeni Angliában.
A sorozatban említést tesznek Sherlock weboldaláról, melyet John szerint senki sem olvas, lévén a dohányhamu számtalan fajtájának elemzését tartalmazza. A weblap a valóságban is létezik, a https://web.archive.org/web/20160321023657/http://www.thescienceofdeduction.co.uk/ címen, Ugyancsak elérhető John Watson sokat emlegetett blogja a http://johnwatsonblog.co.uk/ címen. A sorozathoz még két fiktív oldal köthető: az egyik Molly Hooper blogja (http://www.mollyhooper.co.uk/), a másik Connie Prince oldala (http://www.connieprince.co.uk/message-board ), mindkettő az első évad harmadik epizódjában szerepel..